# Josep Maria de Freixes i de Borràs
Josep Maria de Freixes i de Borràs   (Vilanova i la Geltrú, 11 de novembre de 1811 - Barcelona, 29 de març de 1859) fou un escriptor, periodista i polític català.
Fill d'una família liberal, estudià filosofia a Cervera (1827-1828), Osca (1828-1829) i Saragossa (1829-1839) i dret a Saragossa (1830-2833). Era fill de Francesc Freixes de Santa Maria de la Geltrú i de Josefa Borràs de Barcelona.
Participà en les bullangues de Vilanova i la Geltrú i Barcelona. Fou comandant del 1r Batalló de Voluntaris Reialistes d'Isabel II (1833) i oficial de la Milícia Nacional de Vilanova (1833-1837). El 1840 marxà a Barcelona, on fou de la Guàrdia Nacional (1841-1842) i alcalde (1842-1843). El 1850 tornà a Vilanova, on fou secretari fins a 1853. Altra cop a Barcelona, fou membre fundador del Círculo Liberal de Amigos del País.
Fou admirat com a autor costumista. Publicà articles i opuscles polítics, col·laborà als diaris barcelonins El Constitucional (1842), El Imparcial (1842) i Diario de Barcelona (1842), a El Corresponsal de Madrid (1843) i al Diario de Villanueva (1852-1857). També publicà diferents opuscles, com Manifiesto a la nación (1841) i La reunión peninsular por medio de un doble csamiento entre las familias reinantes de España y Portugal, i articles costumistes que recollí a Enciclopedia de tipos vulgares y costumbres de Barcelona (1844). Com a traductor del francès publicà Historia de Carlos XII, rey de Suecia (1844) de Voltaire.